# Rhipidia (Rhipidia) latilutea
Rhipidia (Rhipidia) latilutea is een tweevleugelige uit de familie steltmuggen (Limoniidae). De soort komt voor in het Neotropisch gebied.